# مفردات الأصابع
مفردات الأصابع (بالإنجليزية: Odd-toed ungulate)‏ هي حيوانات إصبعية - ذوات الحوافر - التي خفضت أصابع القدم الحاملة للوزن إلى ثلاثة (وحيد القرن والتابير، مع استمرار استخدام التابير 4 أصابع في الأرجل الأمامية) أو حتى واحد (خيول، إصبع القدم الثالث) من الأصابع الخمسة الأصلية. أصابع القدم غير الحاملة للوزن إما أن تكون موجودة أو غائبة أو أثرية أو موضوعة في الخلف. على النقيض من ذلك، فإن ذوات الحوافر الزوجية تتحمل معظم وزنها بالتساوي على اثنين (عدد زوجي) من الأصابع الخمسة: أصابع القدم الثالثة والرابعة. الفرق الآخر بين الاثنين هو أن ذوات الحوافر ذات الأصابع الفردية تهضم السليلوز النباتي في أمعائها بدلاً من غرفة واحدة أو أكثر من غرف المعدة كما تفعل ذوات الحوافر الأصابع ، باستثناء Suina.
يتضمن الترتيب حوالي 17 نوعًا مقسمة إلى ثلاث عائلات: الخيول (الخيول، الحمير، الحمير الوحشية)، وحيد القرن (وحيد القرن)، و Tapiridae (التابير).

## اقرأ أيضًا
- قائمة مفردات الأصابع حسب العدد